# Puchar Świata w biegach narciarskich 2023/2024
Sezon 2023/2024 Pucharu Świata w biegach narciarskich rozpoczął się 24 listopada 2023 r. w fińskim ośrodku narciarskim Ruka nieopodal miejscowości Kuusamo, a zakończył 17 marca 2024 r. w szwedzkim Falun.
Obrończynią Pucharu Świata wśród kobiet była Norweżka Tiril Udnes Weng, natomiast wśród mężczyzn Norweg Johannes Høsflot Klæbo.

## Kalendarz i wyniki

### Kobiety
| Lp.                                             | Miejscowość                        | Dystans                              | Data                               | Szczegóły                          | 1. miejsce                                                              | 2. miejsce                                                                 | 3. miejsce                                                                      |
| ----------------------------------------------- | ---------------------------------- | ------------------------------------ | ---------------------------------- | ---------------------------------- | ----------------------------------------------------------------------- | -------------------------------------------------------------------------- | ------------------------------------------------------------------------------- |
| 1.                                              | Ruka                               | Sprint s. klasycznym                 | 24 listopada 2023                  | szczegóły                          | Emma Ribom                                                              | Jonna Sundling                                                             | Kristine Stavås Skistad                                                         |
| 2.                                              | Ruka                               | 10 km s. klasycznym                  | 25 listopada 2023                  | szczegóły                          | Ebba Andersson                                                          | Rosie Brennan                                                              | Frida Karlsson                                                                  |
| 3.                                              | Ruka                               | 20 km s. dowolnym (start masowy)     | 26 listopada 2023                  | szczegóły                          | Moa Ilar                                                                | Jessie Diggins                                                             | Rosie Brennan                                                                   |
| 4.                                              | Gällivare                          | 10 km s. dowolnym                    | 2 grudnia 2023                     | szczegóły                          | Jessie Diggins                                                          | Ebba Andersson                                                             | Moa Ilar                                                                        |
| 5.                                              | Gällivare                          | Sztafeta 4 × 7,5 km                  | 3 grudnia 2023                     | szczegóły                          | Szwecja I Moa Lundgren · Emma Ribom · Ebba Andersson · Moa Ilar         | Niemcy I Laura Gimmler · Katharina Hennig · Pia Fink · Victoria Carl       | Stany Zjednoczone Jessie Diggins · Rosie Brennan · Sophia Laukli · Julia Kern   |
| 6.                                              | Östersund                          | Sprint s. klasycznym                 | 9 grudnia 2023                     | szczegóły                          | Emma Ribom                                                              | Kristine Stavås Skistad                                                    | Linn Svahn                                                                      |
| 7.                                              | Östersund                          | 10 km s. dowolnym                    | 10 grudnia 2023                    | szczegóły                          | Jessie Diggins                                                          | Heidi Weng                                                                 | Victoria Carl                                                                   |
| 8.                                              | Trondheim                          | Sprint s. dowolnym                   | 15 grudnia 2023                    | szczegóły                          | Kristine Stavås Skistad                                                 | Linn Svahn                                                                 | Emma Ribom                                                                      |
| 9.                                              | Trondheim                          | 20 km (bieg łączony)                 | 16 grudnia 2023                    | szczegóły                          | Ebba Andersson                                                          | Jessie Diggins                                                             | Heidi Weng                                                                      |
| 10.                                             | Trondheim                          | 10 km s. klasycznym                  | 17 grudnia 2023                    | szczegóły                          | Victoria Carl                                                           | Rosie Brennan                                                              | Ebba Andersson                                                                  |
| Tour de Ski (30 grudnia 2023 – 7 stycznia 2024) |                                    |                                      |                                    |                                    |                                                                         |                                                                            |                                                                                 |
|                                                 | Toblach                            | Sprint s. dowolnym                   | 30 grudnia 2023                    | szczegóły                          | Linn Svahn                                                              | Jonna Sundling                                                             | Kristine Stavås Skistad                                                         |
|                                                 | Toblach                            | 10 km s. klasycznym                  | 31 grudnia 2023                    | szczegóły                          | Kerttu Niskanen                                                         | Victoria Carl                                                              | Jessie Diggins                                                                  |
|                                                 | Toblach                            | 20 km s. dowolnym (bieg pościgowy)   | 1 stycznia 2024                    | szczegóły                          | Jessie Diggins                                                          | Victoria Carl                                                              | Linn Svahn                                                                      |
|                                                 | Davos                              | Sprint s. dowolnym                   | 3 stycznia 2024                    | szczegóły                          | Linn Svahn                                                              | Kristine Stavås Skistad                                                    | Jessie Diggins                                                                  |
|                                                 | Davos                              | 20 km s. klasycznym (bieg pościgowy) | 4 stycznia 2024                    | szczegóły                          | Kerttu Niskanen                                                         | Rosie Brennan                                                              | Jessie Diggins                                                                  |
|                                                 | Val di Fiemme                      | 15 km s. klasycznym (start masowy)   | 6 stycznia 2024                    | szczegóły                          | Linn Svahn                                                              | Frida Karlsson                                                             | Katharina Hennig                                                                |
|                                                 | Val di Fiemme                      | 10 km s. dowolnym (start masowy)     | 7 stycznia 2024                    | szczegóły                          | Sophia Laukli                                                           | Heidi Weng                                                                 | Delphine Claudel                                                                |
| 11.                                             | Tour de Ski – klasyfikacja końcowa | Tour de Ski – klasyfikacja końcowa   | Tour de Ski – klasyfikacja końcowa | Tour de Ski – klasyfikacja końcowa | Jessie Diggins                                                          | Heidi Weng                                                                 | Kerttu Niskanen                                                                 |
| 12.                                             | Oberhof                            | Sprint s. klasycznym                 | 19 stycznia 2024                   | szczegóły                          | Linn Svahn                                                              | Frida Karlsson                                                             | Jonna Sundling                                                                  |
| 13.                                             | Oberhof                            | 20 km s. klasycznym (start masowy)   | 20 stycznia 2024                   | szczegóły                          | Frida Karlsson                                                          | Katharina Hennig                                                           | Kerttu Niskanen                                                                 |
| 14.                                             | Oberhof                            | Sztafeta 4 × 7,5 km                  | 21 stycznia 2024                   | szczegóły                          | Szwecja I Linn Svahn · Frida Karlsson · Ebba Andersson · Jonna Sundling | Niemcy I Katherine Sauerbrey · Katharina Hennig · Pia Fink · Victoria Carl | Finlandia Johanna Matintalo · Anne Kyllönen · Krista Pärmäkoski · Jasmi Joensuu |
| 15.                                             | Goms                               | Sprint s. dowolnym                   | 27 stycznia 2024                   | szczegóły                          | Linn Svahn                                                              | Maja Dahlqvist                                                             | Jonna Sundling                                                                  |
| 16.                                             | Goms                               | 20 km s. dowolnym (start masowy)     | 28 stycznia 2024                   | szczegóły                          | Jessie Diggins                                                          | Frida Karlsson                                                             | Nadine Fähndrich                                                                |
| 17.                                             | Canmore                            | 15 km s. dowolnym (start masowy)     | 9 lutego 2024                      | szczegóły                          | Jessie Diggins                                                          | Delphine Claudel                                                           | Heidi Weng                                                                      |
| 18.                                             | Canmore                            | Sprint s. dowolnym                   | 10 lutego 2024                     | szczegóły                          | Kristine Stavås Skistad                                                 | Maja Dahlqvist                                                             | Linn Svahn                                                                      |
| 19.                                             | Canmore                            | 20 km s. klasycznym (start masowy)   | 11 lutego 2024                     | szczegóły                          | Frida Karlsson                                                          | Kerttu Niskanen                                                            | Heidi Weng                                                                      |
| 20.                                             | Canmore                            | Sprint s. klasycznym                 | 13 lutego 2024                     | szczegóły                          | Linn Svahn                                                              | Kristine Stavås Skistad                                                    | Jonna Sundling                                                                  |
| 21.                                             | Minneapolis                        | Sprint s. dowolnym                   | 17 lutego 2024                     | szczegóły                          | Jonna Sundling                                                          | Linn Svahn                                                                 | Kristine Stavås Skistad                                                         |
| 22.                                             | Minneapolis                        | 10 km s. dowolnym                    | 18 lutego 2024                     | szczegóły                          | Jonna Sundling                                                          | Frida Karlsson                                                             | Jessie Diggins                                                                  |
| 23.                                             | Lahti                              | Sprint drużynowy s. klasycznym       | 1 marca 2024                       | szczegóły                          | Szwecja I Jonna Sundling · Linn Svahn                                   | Finlandia I Krista Pärmäkoski · Johanna Matintalo                          | Niemcy I Katharina Hennig · Laura Gimmler                                       |
| 24.                                             | Lahti                              | 20 km s. klasycznym                  | 2 marca 2024                       | szczegóły                          | Krista Pärmäkoski                                                       | Victoria Carl                                                              | Kerttu Niskanen                                                                 |
| 25.                                             | Lahti                              | Sprint s. dowolnym                   | 3 marca 2024                       | szczegóły                          | Kristine Stavås Skistad                                                 | Coletta Rydzek                                                             | Maja Dahlqvist                                                                  |
| 26.                                             | Oslo                               | 50 km s. klasycznym (start masowy)   | 9 marca 2024                       | szczegóły                          | Frida Karlsson                                                          | Ebba Andersson                                                             | Katharina Hennig                                                                |
| 27.                                             | Drammen                            | Sprint s. klasycznym                 | 12 marca 2024                      | szczegóły                          | Kristine Stavås Skistad                                                 | Linn Svahn                                                                 | Rosie Brennan                                                                   |
| 28.                                             | Falun                              | Sprint s. klasycznym                 | 15 marca 2024                      | szczegóły                          | Kristine Stavås Skistad                                                 | Linn Svahn                                                                 | Jonna Sundling                                                                  |
| 29.                                             | Falun                              | 10 km s. klasycznym                  | 16 marca 2024                      | szczegóły                          | Kerttu Niskanen                                                         | Johanna Matintalo                                                          | Jonna Sundling                                                                  |
| 30.                                             | Falun                              | 20 km s. dowolnym (start masowy)     | 17 marca 2024                      | szczegóły                          | Jessie Diggins                                                          | Heidi Weng                                                                 | Anne Kjersti Kalvå                                                              |
| Zakończenie Sezonu 2023/2024                    |                                    |                                      |                                    |                                    |                                                                         |                                                                            |                                                                                 |

### Mężczyźni
| Lp.                                             | Miejscowość                        | Dystans                              | Data                               | Szczegóły                          | 1. miejsce                                                                                 | 2. miejsce                                                                  | 3. miejsce                                                                                   |
| ----------------------------------------------- | ---------------------------------- | ------------------------------------ | ---------------------------------- | ---------------------------------- | ------------------------------------------------------------------------------------------ | --------------------------------------------------------------------------- | -------------------------------------------------------------------------------------------- |
| 1.                                              | Ruka                               | Sprint s. klasycznym                 | 24 listopada 2023                  | szczegóły                          | Erik Valnes                                                                                | Richard Jouve                                                               | Johannes Høsflot Klæbo                                                                       |
| 2.                                              | Ruka                               | 10 km s. klasycznym                  | 25 listopada 2023                  | szczegóły                          | Martin Løwstrøm Nyenget                                                                    | Iivo Niskanen                                                               | Erik Valnes                                                                                  |
| 3.                                              | Ruka                               | 20 km s. dowolnym (start masowy)     | 26 listopada 2023                  | szczegóły                          | Jan Thomas Jenssen                                                                         | Michal Novák                                                                | Harald Østberg Amundsen                                                                      |
| 4.                                              | Gällivare                          | 10 km s. dowolnym                    | 2 grudnia 2023                     | szczegóły                          | Pål Golberg                                                                                | Harald Østberg Amundsen                                                     | Iver Tildheim Andersen                                                                       |
| 5.                                              | Gällivare                          | Sztafeta 4 × 7,5 km                  | 3 grudnia 2023                     | szczegóły                          | Norwegia Pål Golberg · Martin Løwstrøm Nyenget · Simen Hegstad Krüger · Jan Thomas Jenssen | Szwecja I Johan Häggström · Calle Halfvarsson · Leo Johansson · Edvin Anger | Niemcy Janosch Brugger · Albert Kuchler · Friedrich Moch · Anian Sossau                      |
| 6.                                              | Östersund                          | Sprint s. klasycznym                 | 9 grudnia 2023                     | szczegóły                          | Johannes Høsflot Klæbo                                                                     | Erik Valnes                                                                 | James Clinton Schoonmaker                                                                    |
| 7.                                              | Östersund                          | 10 km s. dowolnym                    | 10 grudnia 2023                    | szczegóły                          | Harald Østberg Amundsen                                                                    | Simen Hegstad Krüger                                                        | Didrik Tønseth                                                                               |
| 8.                                              | Trondheim                          | Sprint s. dowolnym                   | 15 grudnia 2023                    | szczegóły                          | Johannes Høsflot Klæbo                                                                     | Lucas Chanavat                                                              | Harald Østberg Amundsen                                                                      |
| 9.                                              | Trondheim                          | 20 km (bieg łączony)                 | 16 grudnia 2023                    | szczegóły                          | Johannes Høsflot Klæbo                                                                     | Andrew Musgrave                                                             | Didrik Tønseth                                                                               |
| 10.                                             | Trondheim                          | 10 km s. klasycznym                  | 17 grudnia 2023                    | szczegóły                          | Johannes Høsflot Klæbo                                                                     | Pål Golberg                                                                 | Henrik Dønnestad                                                                             |
| Tour de Ski (30 grudnia 2023 – 7 stycznia 2024) |                                    |                                      |                                    |                                    |                                                                                            |                                                                             |                                                                                              |
|                                                 | Toblach                            | Sprint s. dowolnym                   | 30 grudnia 2023                    | szczegóły                          | Lucas Chanavat                                                                             | Jules Chappaz                                                               | Ben Ogden                                                                                    |
|                                                 | Toblach                            | 10 km s. klasycznym                  | 31 grudnia 2023                    | szczegóły                          | Perttu Hyvärinen                                                                           | Erik Valnes                                                                 | Harald Østberg Amundsen                                                                      |
|                                                 | Toblach                            | 20 km s. dowolnym (bieg pościgowy)   | 1 stycznia 2024                    | szczegóły                          | Harald Østberg Amundsen                                                                    | Erik Valnes                                                                 | Jan Thomas Jenssen                                                                           |
|                                                 | Davos                              | Sprint s. dowolnym                   | 3 stycznia 2024                    | szczegóły                          | Lucas Chanavat                                                                             | Edvin Anger                                                                 | Federico Pellegrino                                                                          |
|                                                 | Davos                              | 20 km s. klasycznym (bieg pościgowy) | 4 stycznia 2024                    | szczegóły                          | Harald Østberg Amundsen                                                                    | Henrik Dønnestad                                                            | Martin Løwstrøm Nyenget                                                                      |
|                                                 | Val di Fiemme                      | 15 km s. klasycznym (start masowy)   | 6 stycznia 2024                    | szczegóły                          | Erik Valnes                                                                                | William Poromaa                                                             | Cyril Fähndrich                                                                              |
|                                                 | Val di Fiemme                      | 10 km s. dowolnym (start masowy)     | 7 stycznia 2024                    | szczegóły                          | Jules Lapierre                                                                             | Friedrich Moch                                                              | Hugo Lapalus                                                                                 |
| 11.                                             | Tour de Ski – klasyfikacja końcowa | Tour de Ski – klasyfikacja końcowa   | Tour de Ski – klasyfikacja końcowa | Tour de Ski – klasyfikacja końcowa | Harald Østberg Amundsen                                                                    | Friedrich Moch                                                              | Hugo Lapalus                                                                                 |
| 12.                                             | Oberhof                            | Sprint s. klasycznym                 | 19 stycznia 2024                   | szczegóły                          | Erik Valnes                                                                                | Ansgar Evensen                                                              | Even Northug                                                                                 |
| 13.                                             | Oberhof                            | 20 km s. klasycznym (start masowy)   | 20 stycznia 2024                   | szczegóły                          | Erik Valnes                                                                                | Martin Løwstrøm Nyenget                                                     | Pål Golberg                                                                                  |
| 14.                                             | Oberhof                            | Sztafeta 4 × 7,5 km                  | 21 stycznia 2024                   | szczegóły                          | Norwegia I Martin Løwstrøm Nyenget · Erik Valnes · Pål Golberg · Johannes Høsflot Klæbo    | Włochy I Dietmar Nöckler · Elia Barp · Simone Daprà · Federico Pellegrino   | Norwegia II Håvard Solås Taugbøl · Didrik Tønseth · Simen Hegstad Krüger · Mattis Stenshagen |
| 15.                                             | Goms                               | Sprint s. dowolnym                   | 27 stycznia 2024                   | szczegóły                          | Johannes Høsflot Klæbo                                                                     | Lucas Chanavat                                                              | Håvard Solås Taugbøl                                                                         |
| 16.                                             | Goms                               | 20 km s. dowolnym (start masowy)     | 28 stycznia 2024                   | szczegóły                          | Johannes Høsflot Klæbo                                                                     | Simen Hegstad Krüger                                                        | Jules Lapierre                                                                               |
| 17.                                             | Canmore                            | 15 km s. dowolnym (start masowy)     | 9 lutego 2024                      | szczegóły                          | Simen Hegstad Krüger                                                                       | Harald Østberg Amundsen                                                     | Mika Vermeulen                                                                               |
| 18.                                             | Canmore                            | Sprint s. dowolnym                   | 10 lutego 2024                     | szczegóły                          | Johannes Høsflot Klæbo                                                                     | Erik Valnes                                                                 | Edvin Anger                                                                                  |
| 19.                                             | Canmore                            | 20 km s. klasycznym (start masowy)   | 11 lutego 2024                     | szczegóły                          | Pål Golberg                                                                                | Johannes Høsflot Klæbo                                                      | Mattis Stenshagen                                                                            |
| 20.                                             | Canmore                            | Sprint s. klasycznym                 | 13 lutego 2024                     | szczegóły                          | Johannes Høsflot Klæbo                                                                     | Richard Jouve                                                               | Erik Valnes                                                                                  |
| 21.                                             | Minneapolis                        | Sprint s. dowolnym                   | 17 lutego 2024                     | szczegóły                          | Johannes Høsflot Klæbo                                                                     | Federico Pellegrino                                                         | Håvard Solås Taugbøl                                                                         |
| 22.                                             | Minneapolis                        | 10 km s. dowolnym                    | 18 lutego 2024                     | szczegóły                          | Gus Schumacher                                                                             | Harald Østberg Amundsen                                                     | Pål Golberg                                                                                  |
| 23.                                             | Lahti                              | Sprint drużynowy s. klasycznym       | 1 marca 2024                       | szczegóły                          | Norwegia I Pål Golberg · Johannes Høsflot Klæbo                                            | Norwegia II Håvard Solås Taugbøl · Even Northug                             | Finlandia I Iivo Niskanen · Lauri Vuorinen                                                   |
| 24.                                             | Lahti                              | 20 km s. klasycznym                  | 2 marca 2024                       | szczegóły                          | Johannes Høsflot Klæbo                                                                     | Iivo Niskanen                                                               | Martin Løwstrøm Nyenget                                                                      |
| 25.                                             | Lahti                              | Sprint s. dowolnym                   | 3 marca 2024                       | szczegóły                          | Johannes Høsflot Klæbo                                                                     | Lucas Chanavat                                                              | Valerio Grond                                                                                |
| 26.                                             | Oslo                               | 50 km s. klasycznym (start masowy)   | 10 marca 2024                      | szczegóły                          | Johannes Høsflot Klæbo                                                                     | Martin Løwstrøm Nyenget                                                     | Pål Golberg                                                                                  |
| 27.                                             | Drammen                            | Sprint s. klasycznym                 | 12 marca 2024                      | szczegóły                          | Johannes Høsflot Klæbo                                                                     | Håvard Solås Taugbøl                                                        | Even Northug                                                                                 |
| 28.                                             | Falun                              | Sprint s. klasycznym                 | 15 marca 2024                      | szczegóły                          | Johannes Høsflot Klæbo                                                                     | Lauri Vuorinen                                                              | Harald Østberg Amundsen                                                                      |
| 29.                                             | Falun                              | 10 km s. klasycznym                  | 16 marca 2024                      | szczegóły                          | Johannes Høsflot Klæbo                                                                     | Iivo Niskanen                                                               | Martin Løwstrøm Nyenget                                                                      |
| 30.                                             | Falun                              | 20 km s. dowolnym (start masowy)     | 17 marca 2024                      | szczegóły                          | Johannes Høsflot Klæbo                                                                     | Gjøran Tefre                                                                | Martin Løwstrøm Nyenget                                                                      |
| Zakończenie Sezonu 2023/2024                    |                                    |                                      |                                    |                                    |                                                                                            |                                                                             |                                                                                              |

### Konkurencje mieszane
| Lp. | Miejscowość | Dystans                    | Data             | Szczegóły | 1. miejsce                                                            | 2. miejsce                                                                 | 3. miejsce                                                                                       |
| --- | ----------- | -------------------------- | ---------------- | --------- | --------------------------------------------------------------------- | -------------------------------------------------------------------------- | ------------------------------------------------------------------------------------------------ |
| 1.  | Goms        | Sztafeta mieszana 4 × 5 km | 26 stycznia 2024 | szczegóły | Szwecja I William Poromaa · Frida Karlsson · Jens Burman · Linn Svahn | Szwecja II Johan Häggström · Ebba Andersson · Edvin Anger · Maja Dahlqvist | Norwegia I Martin Løwstrøm Nyenget · Margrethe Bergane · Simen Hegstad Krüger · Tiril Udnes Weng |

## Klasyfikacje

### Kobiety
| Lp.  | Zawodniczka     | Punkty |
| ---- | --------------- | ------ |
| 1.   | Jessie Diggins  | 2746   |
| 2.   | Linn Svahn      | 2571   |
| 3.   | Frida Karlsson  | 2309   |
| 4.   | Victoria Carl   | 2114   |
| 5.   | Kerttu Niskanen | 2080   |
| 6.   | Jonna Sundling  | 2066   |
| 7.   | Rosie Brennan   | 2019   |
| 8.   | Heidi Weng      | 1673   |
| 9.   | Emma Ribom      | 1636   |
| 10.  | Ebba Andersson  | 1409   |
| ...  |                 |        |
| 115. | Izabela Marcisz | 36     |
| 123. | Monika Skinder  | 26     |
| 127. | Weronika Kaleta | 23     |

| Lp.  | Zawodniczka      | Punkty |
| ---- | ---------------- | ------ |
| 1.   | Jessie Diggins   | 1623   |
| 2.   | Victoria Carl    | 1399   |
| 3.   | Ebba Andersson   | 1355   |
| 4.   | Kerttu Niskanen  | 1354   |
| 5.   | Frida Karlsson   | 1321   |
| 6.   | Heidi Weng       | 1275   |
| 7.   | Rosie Brennan    | 1221   |
| 8.   | Linn Svahn       | 1072   |
| 9.   | Teresa Stadlober | 1022   |
| 10.  | Katharina Hennig | 964    |
| ...  |                  |        |
| 80.  | Izabela Marcisz  | 35     |
| 144. | Weronika Kaleta  | 3      |

| Lp.  | Zawodniczka             | Punkty |
| ---- | ----------------------- | ------ |
| 1.   | Linn Svahn              | 1274   |
| 2.   | Kristine Stavås Skistad | 1101   |
| 3.   | Jonna Sundling          | 918    |
| 4.   | Maja Dahlqvist          | 823    |
| 5.   | Jessie Diggins          | 823    |
| 6.   | Emma Ribom              | 785    |
| 7.   | Frida Karlsson          | 733    |
| 8.   | Johanna Hagström        | 718    |
| 9.   | Nadine Fähndrich        | 661    |
| 10.  | Rosie Brennan           | 624    |
| ...  |                         |        |
| 83.  | Monika Skinder          | 26     |
| 90.  | Weronika Kaleta         | 20     |
| 129. | Izabela Marcisz         | 1      |

### Mężczyźni
| Lp.  | Zawodnik                | Punkty |
| ---- | ----------------------- | ------ |
| 1.   | Harald Østberg Amundsen | 2582   |
| 2.   | Johannes Høsflot Klæbo  | 2470   |
| 3.   | Erik Valnes             | 2106   |
| 4.   | Pål Golberg             | 1805   |
| 5.   | Martin Løwstrøm Nyenget | 1306   |
| 6.   | Friedrich Moch          | 1232   |
| 7.   | Federico Pellegrino     | 1209   |
| 8.   | Mika Vermeulen          | 1195   |
| 9.   | Hugo Lapalus            | 1117   |
| 10.  | Antoine Cyr             | 1065   |
| ...  |                         |        |
| 137. | Maciej Staręga          | 43     |
| 144. | Kamil Bury              | 37     |

| Lp. | Zawodnik                | Punkty |
| --- | ----------------------- | ------ |
| 1.  | Harald Østberg Amundsen | 1571   |
| 2.  | Johannes Høsflot Klæbo  | 1389   |
| 3.  | Pål Golberg             | 1334   |
| 4.  | Martin Løwstrøm Nyenget | 1154   |
| 5.  | Mika Vermeulen          | 1029   |
| 6.  | Friedrich Moch          | 1016   |
| 7.  | Hugo Lapalus            | 931    |
| 8.  | Andrew Musgrave         | 910    |
| 9.  | Erik Valnes             | 877    |
| 10. | Simen Hegstad Krüger    | 862    |

| Lp. | Zawodnik                  | Punkty |
| --- | ------------------------- | ------ |
| 1.  | Johannes Høsflot Klæbo    | 1211   |
| 2.  | Erik Valnes               | 1004   |
| 3.  | Lucas Chanavat            | 937    |
| 4.  | Håvard Solås Taugbøl      | 803    |
| 5.  | Harald Østberg Amundsen   | 783    |
| 6.  | Even Northug              | 773    |
| 7.  | Valerio Grond             | 735    |
| 8.  | Edvin Anger               | 675    |
| 9.  | Lauri Vuorinen            | 645    |
| 10. | James Clinton Schoonmaker | 639    |
| ... |                           |        |
| 73. | Maciej Staręga            | 43     |
| 78. | Kamil Bury                | 37     |

### Puchar Narodów
| Lp. | Państwo           | Punkty |
| --- | ----------------- | ------ |
| 1.  | Norwegia          | 17300  |
| 2.  | Szwecja           | 15249  |
| 3.  | Finlandia         | 10336  |
| 4.  | Stany Zjednoczone | 10266  |
| 5.  | Niemcy            | 9030   |
| 6.  | Francja           | 8003   |
| 7.  | Szwajcaria        | 6347   |
| 8.  | Włochy            | 5301   |
| 9.  | Austria           | 2990   |
| 10. | Czechy            | 2824   |
| ... |                   |        |
| 19. | Polska            | 282    |

| Lp. | Państwo           | Punkty |
| --- | ----------------- | ------ |
| 1.  | Szwecja           | 9458   |
| 2.  | Norwegia          | 7077   |
| 3.  | Stany Zjednoczone | 6578   |
| 4.  | Niemcy            | 6072   |
| 5.  | Finlandia         | 5678   |
| 6.  | Szwajcaria        | 2867   |
| 7.  | Francja           | 2642   |
| 8.  | Włochy            | 1666   |
| 9.  | Czechy            | 1661   |
| 10. | Austria           | 1246   |
| ... |                   |        |
| 16. | Polska            | 108    |

| Lp. | Państwo           | Punkty |
| --- | ----------------- | ------ |
| 1.  | Norwegia          | 10223  |
| 2.  | Szwecja           | 5791   |
| 3.  | Francja           | 5361   |
| 4.  | Finlandia         | 4658   |
| 5.  | Stany Zjednoczone | 3688   |
| 6.  | Włochy            | 3635   |
| 7.  | Szwajcaria        | 3480   |
| 8.  | Niemcy            | 2958   |
| 9.  | Kanada            | 1887   |
| 10. | Austria           | 1774   |
| ... |                   |        |
| 18. | Polska            | 174    |

## Wyniki reprezentantów Polski

### Kobiety
| Zawodniczka     | Ruka 24.11 (SP C) | Ruka 25.11 (10 km C) | Ruka 26.11 (20 km F) | Gällivare 2.12 (10 km F) | Östersund 9.12 (SP C) | Östersund 10.12 (10 km F) | Trondheim 15.12 (SP F) | Trondheim 16.12 (20 km) | Trondheim 17.12 (10 km C) | Toblach 30.12 (SP F) | Toblach 31.12 (10 km C) | Toblach 1.01 (25 km F) | Davos 3.01 (SP F) | Davos 4.01 (20 km C) | Val di Fiemme 6.01 (15 km C) | Val di Fiemme 7.01 (10 km F) | TdS | Oberhof 19.01 (SP C) | Oberhof 20.01 (20 km C) | Goms 27.01 (SP F) | Goms 28.01 (20 km F) | Canmore 9.02 (15 km F) | Canmore 10.02 (SP F) | Canmore 11.02 (20 km C) | Canmore 13.02 (SP C) | Minneapolis 17.02 (SP F) | Minneapolis 18.02 (10 km F) | Lahti 2.03 (20 km C) | Lahti 3.03 (SP F) | Oslo 9.03 (50 km C) | Drammen 12.03 (SP C) | Falun 15.03 (SP C) | Falun 16.03 (10 km C) | Falun 17.03 (20 km F) |
| Weronika Kaleta | –                 | –                    | –                    | –                        | 51                    | 52                        | 46                     | –                       | –                         | 52                   | 62                      | –                      | –                 | –                    | –                            | –                            | –   | –                    | –                       | –                 | –                    | –                      | –                    | –                       | –                    | 36                       | 48                          | –                    | –                 | –                   | –                    | –                  | –                     | –                     |
| Izabela Marcisz | –                 | dns                  | –                    | 43                       | –                     | 38                        | –                      | –                       | –                         | 47                   | 57                      | 53                     | –                 | –                    | –                            | –                            | –   | –                    | –                       | –                 | –                    | –                      | –                    | –                       | –                    | –                        | –                           | –                    | –                 | –                   | –                    | 50                 | 49                    | 39                    |
| Monika Skinder  | 38                | 52                   | –                    | 52                       | 38                    | –                         | dns                    | –                       | –                         | –                    | –                       | –                      | –                 | –                    | –                            | –                            | –   | –                    | –                       | –                 | –                    | –                      | –                    | –                       | –                    | –                        | –                           | –                    | 62                | –                   | –                    | –                  | –                     | –                     |

### Mężczyźni
| Zawodnik        | Ruka 24.11 (SP C) | Ruka 25.11 (10 km C) | Ruka 26.11 (20 km F) | Gällivare 2.12 (10 km F) | Östersund 9.12 (SP C) | Östersund 10.12 (10 km F) | Trondheim 15.12 (SP F) | Trondheim 16.12 (20 km) | Trondheim 17.12 (10 km C) | Toblach 30.12 (SP F) | Toblach 31.12 (10 km C) | Toblach 1.01 (25 km F) | Davos 3.01 (SP F) | Davos 4.01 (20 km C) | Val di Fiemme 6.01 (15 km C) | Val di Fiemme 7.01 (10 km F) | TdS | Oberhof 19.01 (SP C) | Oberhof 20.01 (20 km C) | Goms 27.01 (SP F) | Goms 28.01 (20 km F) | Canmore 9.02 (15 km F) | Canmore 10.02 (SP F) | Canmore 11.02 (20 km C) | Canmore 13.02 (SP C) | Minneapolis 17.02 (SP F) | Minneapolis 18.02 (10 km F) | Lahti 2.03 (20 km C) | Lahti 3.03 (SP F) | Oslo 10.03 (50 km C) | Drammen 12.03 (SP C) | Falun 15.03 (SP C) | Falun 16.03 (10 km C) | Falun 17.03 (20 km F) |
| Sebastian Bryja | –                 | 83                   | –                    | 71                       | –                     | 78                        | –                      | –                       | –                         | –                    | –                       | –                      | –                 | –                    | –                            | –                            | –   | –                    | –                       | –                 | –                    | –                      | –                    | –                       | –                    | –                        | –                           | –                    | –                 | –                    | –                    | –                  | 81                    | 64                    |
| Robert Bugara   | 78                | 78                   | –                    | 72                       | 71                    | –                         | 72                     | –                       | –                         | –                    | –                       | –                      | –                 | –                    | –                            | –                            | –   | –                    | –                       | –                 | –                    | –                      | –                    | –                       | –                    | –                        | –                           | –                    | –                 | –                    | –                    | –                  | –                     | –                     |
| Dominik Bury    | –                 | 67                   | 53                   | 61                       | –                     | 55                        | 56                     | –                       | –                         | 68                   | 76                      | 55                     | –                 | –                    | –                            | –                            | –   | –                    | –                       | –                 | –                    | –                      | –                    | –                       | –                    | –                        | –                           | 51                   | 71                | –                    | –                    | –                  | –                     | dnf                   |
| Kamil Bury      | 36                | 81                   | –                    | 62                       | 55                    | 69                        | –                      | –                       | –                         | 57                   | 83                      | –                      | –                 | –                    | –                            | –                            | –   | 30                   | –                       | –                 | –                    | –                      | –                    | –                       | –                    | –                        | –                           | –                    | 79                | –                    | 60                   | 73                 | –                     | –                     |
| Maciej Staręga  | 54                | 70                   | –                    | 70                       | 54                    | –                         | 30                     | –                       | –                         | 46                   | 80                      | 76                     | 33                | –                    | –                            | –                            | –   | 40                   | –                       | 41                | –                    | –                      | –                    | –                       | –                    | –                        | –                           | –                    | 60                | –                    | 57                   | 63                 | 79                    | 86                    |